# Gluvrekletten
Der Gluvrekletten (norwegisch für Gletscherfelsen) ist ein 2200 m hoher Berg im ostantarktischen Königin-Maud-Land. In der Gjelsvikfjella ragt er zwischen dem Terningskarvet und dem Nupskammen auf.
Erste Luftaufnahmen entstanden bei der Deutschen Antarktischen Expedition 1938/39 unter der Leitung des Polarforschers Alfred Ritscher. Norwegische Kartographen, die auch die Benennung vornahmen, kartierten ihn anhand von Vermessungen und Luftaufnahmen der Norwegisch-Britisch-Schwedischen Antarktisexpedition (1949–1952) und der Dritten Norwegischen Antarktisexpedition (1956–1960).